# 青峰楽団
青峰楽団（チョンボンがくだん）（正式名称：ワンジェサン芸術団青峰楽団、朝鮮語：왕재산예술단 청봉악단）は、朝鮮民主主義人民共和国の音楽ユニットである。2015年7月、朝鮮労働党第一書記金正恩の発案により結成され、ワンジェサン芸術団の演奏家や牡丹峰重唱組（牡丹峰楽団とは異なる）の歌手らで構成される。同年8月ロシアで初舞台を踏み（功勲国家合唱団と合同で）、10月10日の党創建70周年に際し、北朝鮮において文化芸術の殿堂と言われる、平壌の「人民劇場」で国内初公演をした。

## メンバー
2017年7月30日時点（朝鮮中央テレビで公演の録画実況の放映）での名前が判明しているメンバーは以下の通りである。

### 作曲家
- カン・チョルボン（강철봉）＊編曲も担当しており、当楽団に所属しているものと思われる。
- キム・ヘソン（김해성）人民芸術家 ＊編曲担当
- キム・ジウォン（김지원）＊同上

### 演奏家
- キム・スミョン（김수명）、ヴァイオリン、功勲俳優（男性）＊元ワンジェサン軽音楽団、銀河水管弦楽団演奏家
- ペク・ヒョニ(ヒョンヒ)（백현희）、ヴァイオリン（女性）＊元銀河水管弦楽団、功勲国家合唱団演奏家
- パク・ミョンジン（박명진）、ヴァイオリン（男性）＊元銀河水管弦楽団演奏家
- ソ・グクソン（서국성）、ヴィオラ・ヴァイオリン（男性）＊元銀河水管弦楽団演奏家
- キム・ソナ（김선아）、 バヤン (楽器)（女性）
- キム・チョルジュン(チョルチュン) （김철준）、トランペット（男性） - 2015年10月11日〜2016年9月2日 ＊元銀河水管弦楽団、功勲国家合唱団演奏家
- トランペット （男性） - 2017年7月27日〜
- トロンボーン 1名（男性）- 2015年10月11日〜2016年5月11日
- トロンボーン （男性）- 2016年8月29日〜
- ファン・スンチョル（황승철）、サクソフォーン・メタルオーボエ・メタルクラリネット・フルート（男性）- 2015年10月11日〜2016年9月2日 ＊元ワンジェサン軽音楽団（芸術団）、銀河水管弦楽団演奏家。現在、功勲国家合唱団所属。
- サクソフォーン等 （男性） - 2017年7月27日〜
- ヨ・シム（여심）、ピアノ（女性） ＊元銀河水管弦楽団演奏家
- リ・ヒョクチョル（리혁철）[3]、ドラムス（男性）＊元ワンジェサン芸術団演奏家
- チェ・ヘリム（최혜림）[4]、パーカッション（女性）
- ギター 1名（女性）
- ベース 1名（女性）- 2015年10月11日〜2016年5月11日 ＊その後牡丹峰楽団に移籍。
- チョン・ヘリョン（전혜련）、ベース（女性） - 2016年8月29日〜9月2日 ＊牡丹峰楽団から移籍。1公演（5日間）のみ出演後、功勲国家合唱団に移籍、2017年9月より牡丹峰楽団に復帰。
- ベース （男性） - 2017年7月27日〜
- シンセサイザー 1名（男性） - 2017年7月27日公演から登場。

### 歌手（ボーカル）
すべて女性
- キム・オクチュ（김옥주）＊元牡丹峰重唱組歌手。現在牡丹峰楽団で活動。
  - 青峰楽団所属時の独唱曲として「父と呼びます」《아버지라 부릅니다》（2017年）（＊牡丹峰楽団演奏）、「祖国と私」《조국과 나》（2017年）（＊牡丹峰楽団演奏）、「誰も知らない」《아무도 몰라》（2017年）（＊功勲国家合唱団演奏）
- キム・ソンシム（김성심）＊元牡丹峰重唱組歌手
- リ・リュギョン（리류경）＊元牡丹峰重唱組歌手
- キム・ヒャンミ（김향미）＊元牡丹峰重唱組歌手
- キム・ジュヒャン（김주향）＊元ワンジェサン芸術団歌手
- ユ・ボンミ（유봉미）＊牡丹峰楽団へ移籍
  - 青峰楽団所属時の独唱曲として「愛の光」《사랑의 빛발》（2016年）
- ソン・ヨン（송영）
  - 独唱曲として「私は永遠にあなたの息子」《나는 영원히 그대의 아들》（2016年）、「党を歌う」《당을 노래하노라》（2017年）（＊牡丹峰楽団演奏）
- リ・スギョン（리수경）＊元功勲国家合唱団歌手（牡丹峰楽団に同姓同名の歌手がいるが、別人）
- キム・チョン（김청）
- ハン・ソンシム（한성심）
- ロ・ギョンミ（로경미）
- クォン・ヒャンリム(ヒャンニム)（권향림）

## 公演
朝鮮中央通信の記事を配信している東京の朝鮮通信社のサイト（朝鮮語）内の記事を元に作成。

### 2015年
- 功勲国家合唱団と青峰楽団がモスクワで招待公演（8月31日・9月1日） ＊青峰楽団は歌手のみ出演。
  - 8月31日：チャイコフスキー・コンサートホール（ロシア語版）
  - 9月1日：文化センター・モスクヴィッチ
- 10月11〜18日：朝鮮労働党創建70周年慶祝 青峰楽団公演（人民劇場）
  - 国内初の公演。10月18日、金正恩・李雪主夫妻が牡丹峰楽団と功勲国家合唱団の幹部・スタッフ・メンバーと共に公演を観覧。

### 2016年
- 1月1日〜5日：ワンジェサン芸術団青峰楽団  新年慶祝音楽会（人民文化宮殿）
- 2月16日〜18日：光明星節慶祝 ワンジェサン芸術団青峰楽団公演（烽火芸術劇場）
- 5月11日：朝鮮労働党第7次大会慶祝 牡丹峰楽団・青峰楽団・功勲国家合唱団合同公演『永遠に我が党に従い』（柳京鄭周永体育館）
- 8月29日〜9月2日：金日成社会主義青年同盟第9次大会参加者らの為の青峰楽団・功勲国家合唱団合同祝賀公演（4.25文化会館）

### 2017年
- 7月9日〜12日：大陸間弾道ロケット試験発射成功記念 音楽舞踊総合公演（柳京鄭周永体育館） - 牡丹峰楽団・青峰楽団・功勲国家合唱団・ワンジェサン芸術団合同 ＊青峰楽団は歌手のみ出演。
- 7月27日：偉大なる祖国解放戦争勝利64周年慶祝芸術公演（柳京鄭周永体育館） - 青峰楽団・功勲国家合唱団・ワンジェサン芸術団合同
- 9月9日（推定）：水素弾（水素爆弾）試験の完全成功で民族史的大慶事・特大事変をもたらした核科学者・技術者らの為の祝賀公演（人民劇場） - 青峰楽団・功勲国家合唱団合同。血の海歌劇団所属歌手である人民俳優チャン・ヨンオク（장영옥）も出演し、銀河水管弦楽団所属時代のレパートリー「進もう朝鮮よ、並進前へ」 《나가자 조선아 병진 앞으로》を歌唱。

### 2018年
- 2018平昌冬季オリンピック・パラリンピック成功祈願 三池淵管弦楽団特別公演
  - 2月8日：大韓民国・江原道江陵市・江陵アートセンター
  - 2月11日：大韓民国・ソウル特別市中区・国立劇場ヘオルム（日の出）劇場
  - 三池淵管弦楽団のメンバーとして青峰楽団からヴァイオリンのペク・ヒョニ（백현희）、ヴィオラ・ヴァイオリンのソ・グクソン（서국성）、ドラムスのリ・ヒョクチョル（리혁철）、パーカッションのチェ・ヘリム（최혜림）ら器楽組と、歌手のキム・オクチュ（김옥주）（＊牡丹峰楽団メンバーでもある）、キム・ソンシム（김성심）、キム・ジュヒャン（김주향）、ソン・ヨン（송영）、キム・チョン（김청）、リ・スギョン（리수경）、ロ・ギョンミ（로경미）、クォン・ヒャンリム（권향림）が出演。

## 主な楽曲

### 2015年
- 「永遠なるこだま」《영원한 메아리》 - デビュー曲
- 「戦争の3年間」《전쟁의 3년간》
- 「党よ、あなたがいるから」《당이여 그대 있기에》 - 同時期に牡丹峰楽団もメドレーの中の一曲として演じた。
- 「親しい我らの元帥様」《친근한 우리 원수님》

### 2016年
- 「愛の光」《사랑의 빛발》 - 青峰楽団初の独唱曲（ユ・ボンミ独唱）
- 「人民の祝願」《인민의 축원》 ＊スタジオ音源・画面音楽（ミュージックビデオ）は二つの版あり。
- 「我らは万里馬騎手」《우리는 만리마기수》
- 「切なる心」《간절한 마음》
- 「永遠に変わらないだろう」《영원히 변함없으리》 （公演のみ）

### カバー曲
北朝鮮の公式・準公式サイトの音楽ファイルもしくは画面音楽（ミュージックビデオ）のあるものに限る。

#### 2015年
- 「愛する」《사랑하노라》 （先に牡丹峰楽団が公演で演じた）
- 「朝鮮の姿」《조선의 모습》 ＊牡丹峰楽団と共演。

#### 2016年
- 「我らの信念」《우리의 신념》＊演奏のみ牡丹峰楽団と共演。 （オリジナルは功勲国家合唱団）
- 「党を歌う」《당을 노래하노라》 （オリジナルは普天堡電子楽団）
- 「ああ、恋しい元帥様」《아 그리운 원수님》 - 牡丹峰楽団所属歌手のリュ・ジナ独唱。（先に牡丹峰楽団が公演で演じた）
- 「我が故郷の馴染みの家」《내 고향의 정든 집》
- 「私は考える」《나는 생각해》 （オリジナルは普天堡電子楽団）
- 「人民共和国宣布の歌」《인민공화국선포의 노래》

### 軽音楽・器楽曲

#### 2015年
- トランペットのための軽音楽「代を継いで忠誠を尽くします」《대를 이어 충성을 다하렵니다》
- 軽音楽「社会主義守ろう」《사회주의 지키세》

#### 2016年
- バヤンのための軽音楽「希望溢れる我が祖国よ」《희망넘친 나의 조국아》
- 弦楽四重奏のための軽音楽「歌おう大同江」《노래하자 대동강》
- 軽音楽「愛そう我が祖国」《사랑하자 나의 조국》
- ヴァイオリンのための軽音楽「我らの慈父」《우리 어버이》
- 軽音楽「前線行き列車」《전선행렬차》